# مايك فيلي
مايك فيلي (بالإنجليزية: Mike Willie)‏ هو لاعب كرة قدم أمريكية أمريكي، ولد في 17 يونيو 1990 في كومبتون في الولايات المتحدة.

## وصلات خارجية
- مايك فيلي على موقع مرجع كرة القدم المحترفة.كوم (الإنجليزية)
- مايك فيلي على موقع كلية كرة القدم في سبورتس رفرنس.كوم (الإنجليزية)